# 宋曼鮡
宋曼鮡，為輻鰭魚綱鯰形目鮡科鮡屬的其中一種，該物種為熱帶淡水魚類，分布於亞洲越南Song Ma流域，棲息在底層水域，生活習性不明。